# Amauronematus hedstroemi
Amauronematus hedstroemi är en stekelart som beskrevs av René Malaise 1941. Amauronematus hedstroemi ingår i släktet Amauronematus, och familjen bladsteklar. Arten är reproducerande i Sverige.